# Fútbol en Canarias

Bandera de Canarias

El fútbol, principalmente el masculino, es el deporte con más licencias en la comunidad autónoma de Canarias, al igual que en el resto de España. Según el Instituto Nacional de Estadística (INE) el número de licencias en 2017 fue de 49 325, de las 163 101 en el conjunto de deportes. El fútbol es el deporte con más personas federadas en el país (692 094 en el año 2006) y el segundo más practicado a nivel popular y recreativo (en el año 2010 lo practicaba el 27,5 % de los españoles), según un estudio del Consejo Superior de Deportes del Ministerio de Educación y Ciencia. En 2017 había en la Federación Canaria de Fútbol  49 325 licencias.
Los orígenes del fútbol en Canarias se remontan a finales del siglo xix, por el contacto con las tripulaciones de barcos británicos y la actividad en los puertos. Los primeros partidos de fútbol en Canarias se jugaban entre grupos de jóvenes locales e ingleses.  El primer club de fútbol del que se tiene noticia, Real Club Victoria, se fundó en Las Palmas de Gran Canaria en el año 1909.
La selección de España ha disputado 9 encuentros en Canarias, siendo el último partido en 2007 ante Irlanda del Norte. A lo largo de su historia, Canarias ha dado 35 jugadores internacionales a dicha selección. Por su parte la selección autonómica disputó su último encuentro en 2007 ante Angola. La Federación Canaria de Fútbol por su parte se fundó en 1925, y se articula en la Federación Interinsular de Fútbol de Tenerife y la Federación Interinsular de Fútbol de Las Palmas.

## Instalaciones

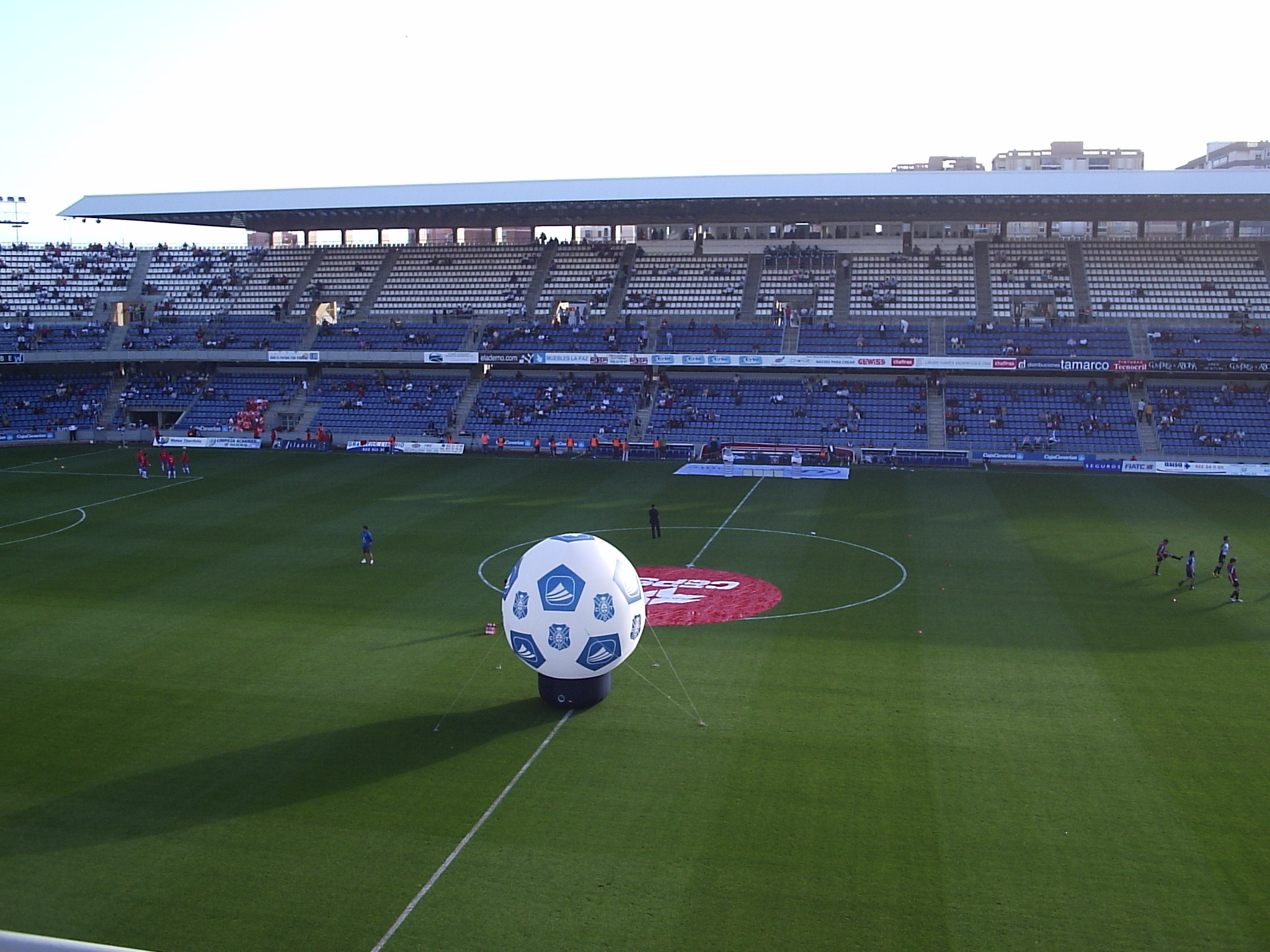
Estadio Heliodoro Rodríguez López

Unos de los campos más importantes del archipiélago es el estadio de Gran Canaria, donde juega sus partidos como local la Unión Deportiva Las Palmas. Originalmente concebido como estadio multiusos fue inaugurado en 2003 con una capacidad de más de 32 000 espectadores sentados, siendo el recinto deportivo con mayor capacidad de Canarias (aunque no en cuanto a superficie del terreno de juego se refiere). En las reformas iniciadas en 2014 perdió la pista de atletismo, acercó sus gradas al terreno de juego y aumentó su capacidad hasta los 32 392 espectadores.
El otro campo destacado de las islas es el Heliodoro Rodríguez López, donde juega sus partidos como local el Club Deportivo Tenerife. Cuenta con una capacidad de 22 948 espectadores y tiene unas dimensiones de 107 x 70 metros, lo que lo convierte en uno de los estadios con mayor superficie de terreno de juego de España. Fue inaugurado el 25 de julio de 1925 bajo la denominación original de Stadium, y en 1950 se aprueba cambiar el nombre al de Heliodoro Rodríguez López, en reconocimiento al que fuera presidente del club.
Otro estadio destacado fue el estadio Insular. El estadio sirvió durante 54 años, hasta ser clausurado en 2003. Fue el estadio habitual en el que ejerció como local Las Palmas hasta el año 2003, cuando el club se trasladó al estadio de Gran Canaria. Actualmente este estadio conserva 2 de sus gradas siendo actualmente un parque deportivo. El estadio contaba una capacidad de 22 300 espectadores.
Además de estos dos campos, el municipal Los Cuartos, el municipal de Tazacorte, el Virgen de las Nieves, el Silvestre Carrillo, la ciudad deportiva de Lanzarote y el municipal Francisco Peraza tienen o superan los 5 000 espectadores.

## Federación
La Federación Canaria de Fútbol (FCF) es el organismo encargado de gestionar el fútbol en Canarias. Su actual presidente es Juan Padrón Morales y tiene su sede en la ciudad de Santa Cruz de Tenerife. La Federación se articula en la Federación Interinsular de Fútbol de Tenerife y la Federación Interinsular de Fútbol de Las Palmas. La llegada del fútbol a las Islas Canarias se produce a finales del siglo xix, fundándose los primeros clubes entre 1890 y 1910, pero no sería hasta noviembre de 1925 se funda la Federación Canaria, primera federación futbolística de las islas. Eran miembros los clubes deportivos de Gran Canaria y Tenerife.

## Selección canaria
La Selección de fútbol de Canarias, es el equipo formado por jugadores canarios, organizado por la Federación Canaria de Fútbol. Carece de reconocimiento por parte de la FIFA, pues su estatuto (artículo 10) estipula que para que una selección pueda participar en competiciones internacionales oficiales debe o bien representar a un estado independiente o tener autorización expresa de la federación del país correspondiente (en este caso la Federación Española de Fútbol). Es por este motivo que sólo puede disputar partidos amistosos en categoría absoluta. 

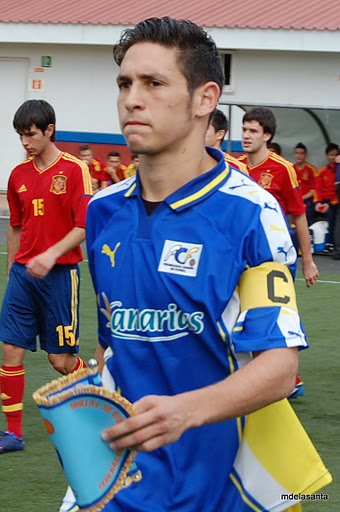
Partido de categoría sub-19 disputado entre Canarias y España

El combinado de Canarias sub-19, disputa anualmente la Copa del Atlántico, midiéndose a la selección de España y otras dos invitadas, en una competición que parte desde semifinales.
Aunque en anteriores ocasiones se habían disputado encuentros en los que se anunciaba la presencia de la Selección Canaria en 1925 frente al Valencia CF en Mestalla, y en 1952 ante San Lorenzo de Almagro en el Chamartín, no es hasta 1996 cuando de forma oficial la Selección de Canarias comienza a disputar sus partidos. Hasta el año 2018 ha disputado 5 encuentros.

## Selección nacional

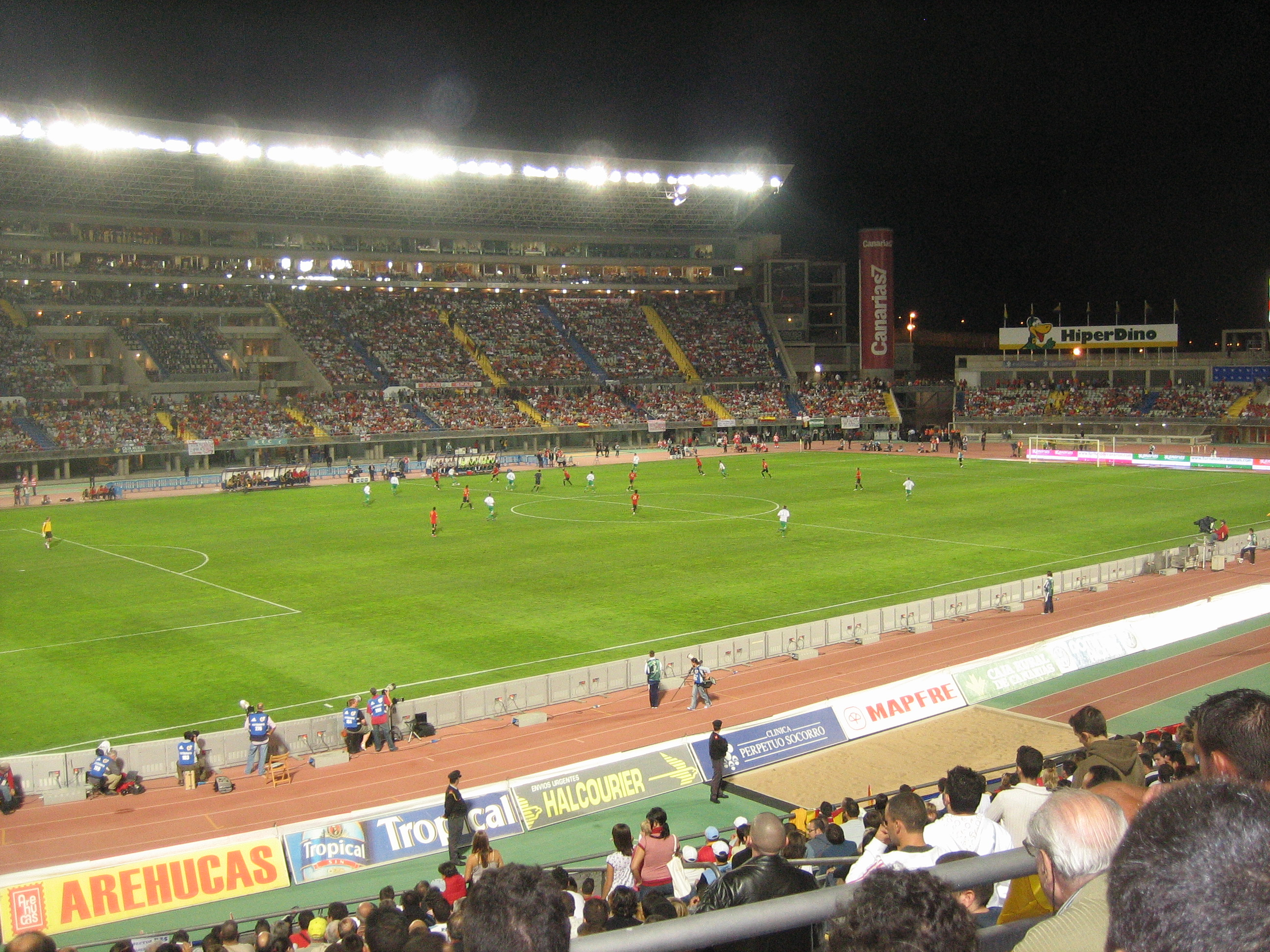
Estadio de Gran Canaria

En total, la selección de España ha disputado 9 encuentros en Canarias. El primer partido fue el 19 de octubre de 1972, en la fase de Clasificación para la Copa Mundial de Fútbol de 1974. Era el 198.º encuentro de la fase de Clasificación para la Copa Mundial de Fútbol de 1974 disputado por la selección y se enfrentó a Yugoslavia en el antiguo estadio Insular, que tenía un aforo de 22 000 espectadores, empatando a 2 con goles de Amancio Amaro y Asensi por parte local. En el mismo estadio se disputó el 22 de enero de 1986 un partido amistoso internacional ante la Unión Soviética, ante la que ganó por 2 a 0. En el Heliodoro Rodríguez López se disputó el 13 de diciembre de 1989 un partido amistoso en el que la selección ganó 2-1 a Suiza. El cuarto partido sería un amistoso disputado en El Insular el 27 de enero de 1993, donde empató a 1 contra México. El quinto partido fue un amistoso disputado el 9 de febrero de 1994 en el Heliodoro y empató a 1 contra Polonia. El último partido internacional disputado en El Insular fue un amistoso que ganó 1-0 frente a Noruega, el 7 de febrero de 1996. Meses después, el 13 de noviembre de 1996, se disputó en el Heliodoro un encuentro de clasificación para el Mundial de 1998 ante Eslovaquia, ganando por 4 a 1.
El 18 de agosto de 2004 y en el nuevo estadio de Gran Canaria se disputó un amistoso contra Venezuela, ganando España por 3 a 2. El 21 de noviembre de 2007 se disputó el último partido de la selección en tierras canarias, fue en un partido de clasificación para la Eurocopa de 2008 contra Irlanda del Norte, ganado 1-0.

## Otras divisiones

### Fútbol femenino
El club de fútbol femenino más importante del archipiélago es la Unión Deportiva Granadilla Tenerife Sur, que disputa en la temporada 2018-19 su cuarta temporada en la primera división, la máxima categoría nacional, tras ascender en la temporada 2014-15. Juega sus encuentros como local en el campo de fútbol municipal La Hoya del Pozo de El Médano. En la máxima categoría, también han jugado la Unión Deportiva Tacuense (1 temporada) y la sección femenina de la Unión Deportiva Las Palmas (2 temporadas).

### Fútbol base
Existen ligas para benjamines, alevines, infantiles, cadetes y juveniles. En todas ellas hay 3 categorías, pero en la 3.ª difieren el número de grupos y de clubes que los componen. Además de las 3 categorías comentadas, en juveniles existen otras dos en categoría nacional, la Liga Nacional Juvenil, compuesta íntegramente por equipos del archipiélago, y la División de Honor Juvenil, máxima categoría nacional.

## Personas destacadas

### Jugadores internacionales canarios

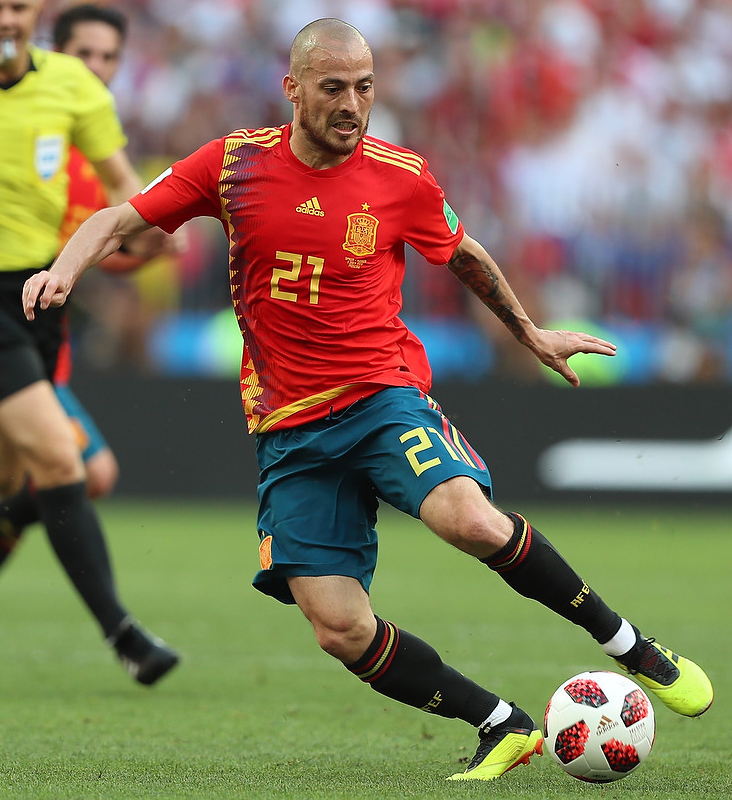
David Silva es el jugador canario con más partidos jugados con la selección nacional.

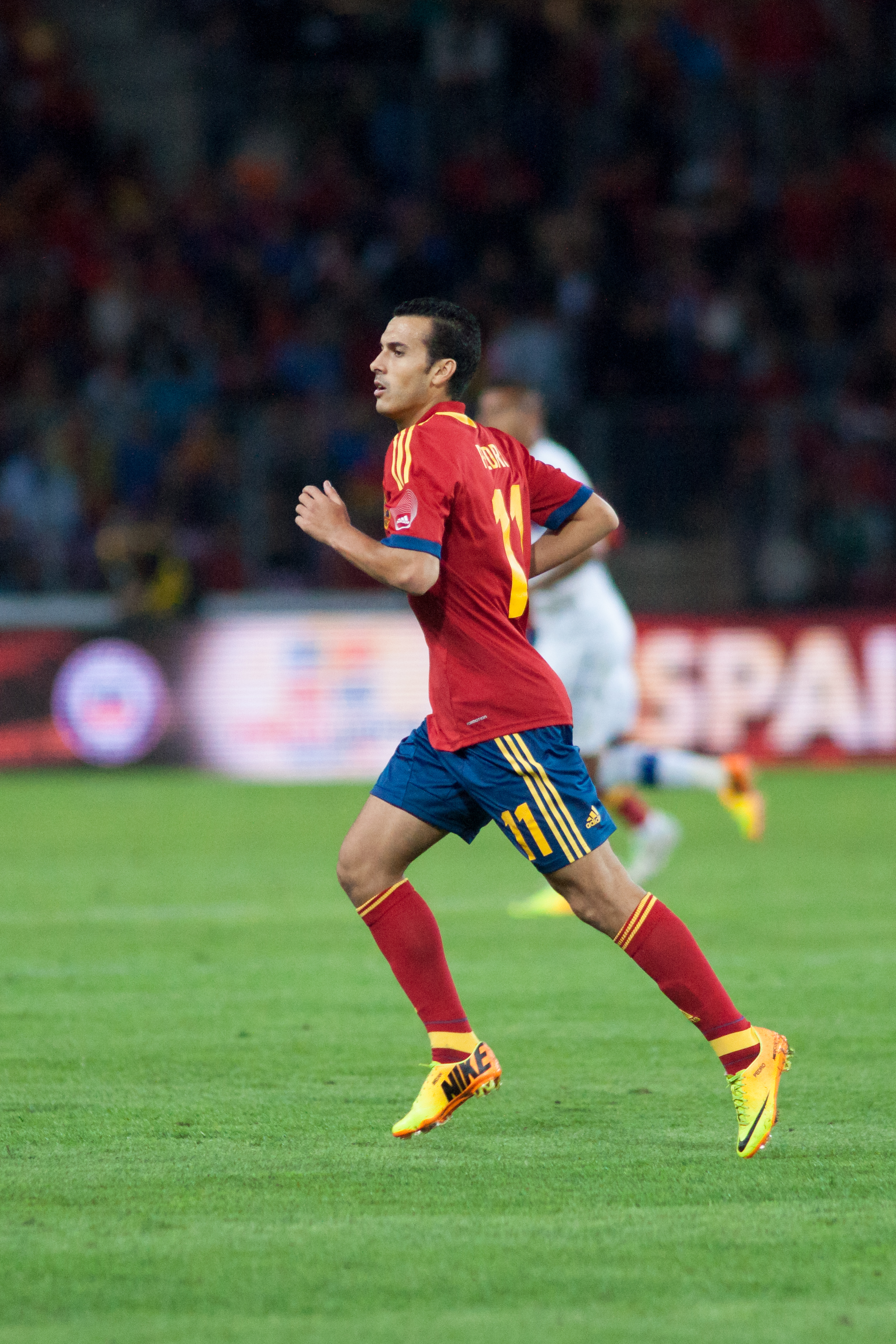
Pedro con la selección

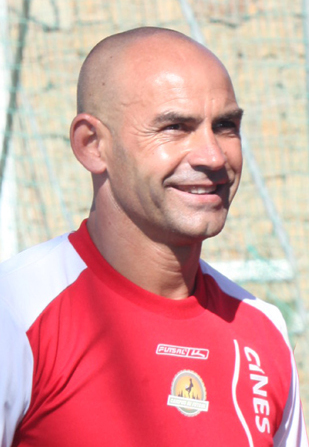
Paco Jémez entrenó a Las Palmas en Primera y fue convocado como jugador de la selección española.

A lo largo de su historia, Canarias ha dado 35 jugadores internacionales a la selección absoluta de España. En los años 1920 José Padrón; en los años 1930 Ángel Arocha, Juan Marrero (Hilario) y Luis Valle; en los años 1940 Paco Campos, Gabriel Jorge, José Pérez García, Francisco Machín, Arencibia, Alfonso Silva y Rosendo Hernández; en los años 1950 Luis Molowny y Miguel González; en los años 1960 Alfonso Rodríguez (Foncho), Antonio Betancort, Tonono Afonso, Paco Castellano, Germán Dévora, Juan Guedes, Eleuterio Santos (Yeyo) y Martín Marrero; en los años 1970 Felipe Martín; en los años 1980 Gerardo Miranda, Diego Rodríguez y Juanito Rodríguez; en los años 1990 Pier, Paco Jémez y Valerón; en los  años 2000 Manuel Pablo, Guayre Betancor, Ángel López y David Silva; y en los años 2010 Pedro Rodríguez, Vitolo Machín y Jonathan Viera.
Los primeros canarios que disputaron una Copa Mundial de fútbol fueron Molowny, Alfonso Silva y Rosendo en 1950. Después los siguieron Betancort en 1966, Valerón en 2002, Pedro en 2010 y 2014 e Silva en 2010, 2014 y 2018.

### Entrenadores
Muchos entrenadores de Canarias han dirigido a Las Palmas en primera división a lo largo de sus carreras, como Luis Valle, Luis Molowny, Rosendo Hernández, José Manuel, Germán Dévora o Paco Jémez, y también otros han entrenado algún equipo de primera división, como Miguel González en el Atlético de Madrid. Otros también han dirigido clubes extranjeros, como Antonio Barrios en el Vitória Setúbal.

### Árbitros
Actualmente, Alejandro Hernández y Jesús Trujillo son los únicos árbitros del comité canario en primera división. El arbitraje en Canarias se divide en dos delegaciones, el comité técnico de árbitros de la Federación Interinsular de Las Palmas y el de Tenerife. El comité de Las Palmas está presidido por Pedro Juan Díaz Batista, y el de Tenerife por Norberto Castilla Yanes.